# Together Together
Together Together es una película de comedia estadounidense de 2021 escrita y dirigida por Nikole Beckwith. La película está protagonizada por Ed Helms y Patti Harrison. La película tuvo su estreno mundial en el Festival de Cine de Sundance el 31 de enero de 2021 y fue estrenada el 23 de abril de 2021 por Bleecker Street.

## Reparto
- Ed Helms como Matt
- Patti Harrison como Anna
- Tig Notaro como Madeline
- Julio Torres como Jules
- Anna Konkle como Shayleen
- Timm Sharp como Jacob
- Evan Jonigkeit como Bryce
- Rosalind Chao como Dr. Andrews
- Sufe Bradshaw como Jean
- Greta Titelman como Charlotte
- Nora Dunn como Adele
- Fred Melamed como Marty

## Estreno
La película tuvo su estreno mundial en la sección de Competencia Dramática de EE. UU. del Festival de Cine de Sundance el 31 de enero de 2021. Antes de esto, Bleecker Street adquirió los derechos de distribución en Estados Unidos, mientras que Sony Pictures Worldwide Acquisitions adquirió los derechos de distribución internacional. Tuvo un estreno limitado el 23 de abril de 2021, seguido de video bajo demanda el 11 de mayo de 2021.